# Tokyo美人物語
『Tokyo美人物語〜本当のキレイを探す旅〜』（トウキョウびじんものがたり ほんとうのキレイをさがすたび）は、2005年8月21日22:00 - 23:30（JST）に日本テレビ系列で放送されたドキュメンタリー番組、特別番組。資生堂の一社提供。

## 概要
資生堂のメーキャップブランド「MAQuillAGE（マキアージュ）」が発売された2005年8月21日に、発売プロモーションの一環として放送された。
マキアージュCM初代イメージモデルである篠原涼子、伊東美咲、栗山千明、蛯原友里の4人がそれぞれ個性的で魅力的に生きている女性に会いに行き対談する番組。

## 出演者
- 篠原涼子
- 伊東美咲
- 栗山千明
- 蛯原友里

対談相手
- 篠原（場所：東京）
  - 栗原はるみ、山本容子、蜷川実花

- 伊東（場所：韓国）
  - チェ・ジウ

- 栗山（場所：ニューヨーク）
  - オノ・ヨーコ

- 蛯原（場所：バリ）
  - 井川遥

他
- 後藤久美子